# Eridu
Eridu (Sumerisk:eridug; Akkadisk:?), fra det sumeriske 'mægtigt sted', lå hvor byen Tell Abu Shahrain ligger i nutidens Irak. Eridu var den tidligste by i det sydlige Mesopotamien, og blev grundlagt ca. 5.400 f.Kr. Med sin placering 12 km sydvest for Ur var Eridu den sydligste af en samling sumeriske byer som opstod omkring forskellige templer næsten indenfor synsafstand af hinanden. Ifølge sumerisk mytologi blev Eridu grundlagt af guden Enki, der senere også blev kendt af akkadierne som Ea.

## Byens betydning
I den Sumeriske kongeliste angives Eridu som de første kongers by. Konglelisten skriver: "I Eridu blev Alulim konge; han regerede i 28800 år. Alalngar regerede i 36000 år. To konger; tilsammen regerede de i 64800 år. Så faldt Eridu, og kongesædet blev flyttet til Bad-tibira."
Kongelisten angiver konsekvent ekstraordinært lange regeringstider for de konger som herskede før en katastrofal oversvømmelse fandt sted.
En vigtig skikkelse i grundlæggelsen af Eridu er Adapa. Adapa var halvt gud og halvt menneske, og blev antaget at have bragt civilisationen til Eridu fra Dilmun (måske Bahrain). Adapa tjente kong Alulim under dennes regeringsperiode.
I sumerisk mytologi var Eridu hjemsted for Abzu templet for guden Enki, det sumeriske modstykke til den Akkadiske vandgud Ea. Som alle sumeriske og babylonske guder opstod Enki/Ea som en lokal gud. I den senere mytologi endte han med at dele magten over kosmos med An og Enlil. Enkas rige var vandene som omgiver verden og ligger under verden (en generel sumerisk antagelse). Navnet på hans tempel afspejler denne rolle (Sumerisk ab=vand; zu=fjernt).
Fortællingerne om Inanna, gudinen af Uruk beskriver hvordan hun måtte rejse til Eridu for at modtage civilisationens gave. I begyndelse skal Enki have forsøgt at generobre denne gave og kilde til magt; men senere skal han have accepteret at Uruk nu var landets centrum.
Langt senere babylonske tekster omtaler også skabelsen af Eridu af guden Marduk som den første by, "den hellige by, hjemstedet for deres [de andre guders] fryd".

## Historie
Ifølge den Sumeriske kongeliste var Eridu verdens første by. Åbningslinien lyder:
"[nam]-lugal an-ta èd-dè-a-ba
[eri]duki nam-lugal-la"
"Da kongedømmet blev nedsænket [til jorden],
var kongedømmet i Eridu."
I Sumerisk mytologi, siges Eridu at være en af fem byer der blev bygget før en katastrofal oversvømmelse. Eridu er tilsyneladende områdets ældste bosættelse, som stammer fra omkring 5.400 f.Kr. Byen lå ved den Persiske golf, tæt på Eufrats udmunding. På grund af årtusinders aflejring ved kystlinjen, findes resterne af Eridu i dag mange kilometer fra Abu Shahrain bugten i Irak
I det tidlige Eridu, har man fundet rester af et tempel for guden Enki, E-abzu, ("Det underjoridske vands tempel"). Enkis konsort, som var kendt under flere forskellige navne, bl.a. Ninki, Damgulnanna, Uriash, and Damkina havde ligeledes et tempel i byen: E-shag-hula ("Den hellige frues tempel")

## Arkæologi
Tell abu Shahrain, nær Basra, blev oprindeligt udgravet af J. E. Taylor in 1855, R. Campbell Thompson i 1918, og H.R. Hall i 1919.

Udgravningen blev genoptaget mellem 1946 og 1949 under Fuad Safar and Seton Lloyd.

Disse arkæologiske udgravnigner viste, ifølge Oppenheim at, "tilsidst fofaldt hele det sydlige område til stagnation, og overlod det politiske initiativ til de nordlige herskere," og til sidst blev byen forladt i 600 f.Kr.